# Hikichi Yuya (cầu thủ bóng đá, sinh 1990)
Hikichi Yuya (曵地 裕哉 Hikichi Yuya, sinh ngày 2 tháng 9 năm 1990 ở Sapporo) là một cầu thủ bóng đá người Nhật Bản thi đấu cho Ehime FC.

## Thống kê câu lạc bộ
Cập nhật đến ngày 23 tháng 2 năm 2016.
| Thành tích câu lạc bộ | Thành tích câu lạc bộ | Thành tích câu lạc bộ | Giải vô địch | Giải vô địch | Cúp                   | Cúp                   | Cúp Liên đoàn | Cúp Liên đoàn | Tổng cộng | Tổng cộng |
| Mùa giải              | Câu lạc bộ            | Giải vô địch          | Số trận      | Bàn thắng    | Số trận               | Bàn thắng             | Số trận       | Bàn thắng     | Số trận   | Bàn thắng |
| Nhật Bản              | Nhật Bản              | Nhật Bản              | Giải vô địch | Giải vô địch | Cúp Hoàng đế Nhật Bản | Cúp Hoàng đế Nhật Bản | J. League Cup | J. League Cup | Tổng cộng | Tổng cộng |
| --------------------- | --------------------- | --------------------- | ------------ | ------------ | --------------------- | --------------------- | ------------- | ------------- | --------- | --------- |
| 2009                  | Consadole Sapporo     | J2 League             | 0            | 0            | 0                     | 0                     | –             | –             | 0         | 0         |
| 2010                  | Consadole Sapporo     | J2 League             | 0            | 0            | 0                     | 0                     | –             | –             | 0         | 0         |
| 2011                  | Consadole Sapporo     | J2 League             | 0            | 0            | 0                     | 0                     | –             | –             | 0         | 0         |
| 2012                  | Consadole Sapporo     | J1 League             | 0            | 0            | 0                     | 0                     | 0             | 0             | 0         | 0         |
| 2013                  | Consadole Sapporo     | J2 League             | 4            | 0            | 2                     | 0                     | –             | –             | 6         | 0         |
| 2014                  | Ehime FC              | J2 League             | 0            | 0            | 0                     | 0                     | –             | –             | 0         | 0         |
| 2015                  | Ehime FC              | J2 League             | 0            | 0            | 2                     | 0                     | –             | –             | 2         | 0         |
| Tổng                  | Tổng                  | Tổng                  | 4            | 0            | 2                     | 0                     | 0             | 0             | 6         | 0         |